# Patrick Besnier
Pour les articles homonymes, voir Besnier.
Œuvres principales
- Alfred Jarry (Fayard, 2005)

Compléments
- Membre du Collège de 'Pataphysique comme Régent d'Histoire de la Pataphysique.

Patrick Besnier, né en 1948, est un écrivain et professeur émérite de littérature à l'Université du Maine.

## Biographie
Il a travaillé sur l'œuvre de Lautréamont et Raymond Roussel. Patrick Besnier a également préfacé L'Aiglon d'Edmond Rostand en édition Folio et Cyrano de Bergerac d'Edmond Rostand en édition folio classique. Il est l'auteur du Petit dictionnaire de Locus Solus (avec Pierre Bazantay) Rodopi 1993, de Mallarmé, le théâtre de la rue de Rome, éditions du Limon 1998, de l'ABCdaire de Victor Hugo, (Flammarion, 2002) et de plusieurs ouvrages sur Jarry dont il est devenu un spécialiste mondial : Alfred Jarry (Plon, 1990) et Alfred Jarry (Fayard, 2005). Il a participé à l'édition des œuvres complètes d'Alfred Jarry dans la Bibliothèque de la Pléiade.
Il est, avec Gérard Mordillat, Henri Cueco, Jacques Jouet, Hervé Le Tellier, Lucas Fournier, Serge Joncour, Hélène Delavault, Dominique Muller, Eva Almassy et d’autres, l'un des « papous » de l’émission de France Culture Des Papous dans la tête, fondée par Bertrand Jérôme et animée par Françoise Treussard.
Régent d'Histoire de la Pataphysique au Collège de 'Pataphysique.

## Œuvres
- Alfred Jarry, Paris, Plon, 1990
- Mallarmé, le théâtre de la rue de Rome, Paris, éditions du Limon, 1998
- Alfred Jarry, Paris, Fayard, 2005
- Henri de Régnier, Paris, Fayard, 2015 [présentation en ligne]

## Ouvrages collectifs
- Les Papous dans la tête, l'anthologie, dir. Bertrand Jérôme et Françoise Treussard, Gallimard, 2007
- Le Dictionnaire des Papous dans la tête, dir. Françoise Treussard, Gallimard, 2007